# 576p
576p – skrócona nazwa jednego z trybów wideo telewizji EDTV. Liczba 576 oznacza rozdzielczość ekranu równą 576 linii w pionie, a litera p oznacza obraz progresywny, kodowany bez przeplotu "p" (ang. progressive).